# Aeróbic

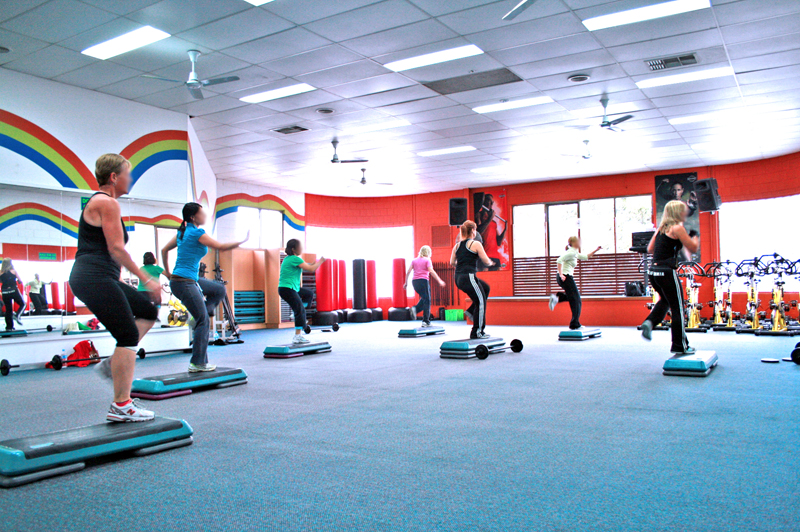
Steps aerobicos en un gimnasio

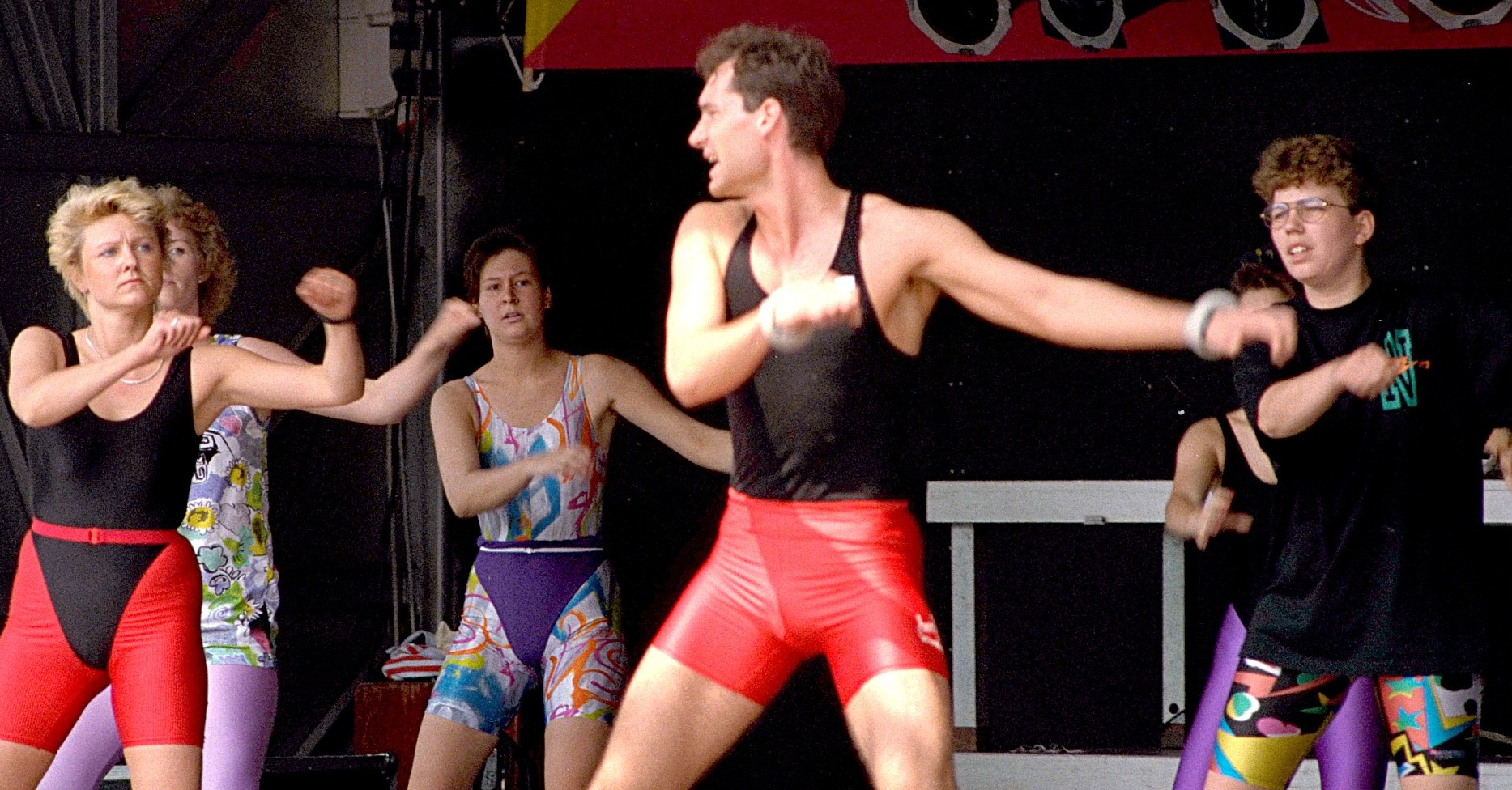

Aeróbic o  aerobic es un tipo de gimnasia que se realiza al son de la música, en un gimnasio, un salón o al aire libre. El aeróbic reúne todos los beneficios del ejercicio aeróbico, además de ejercitar capacidades físicas como la flexibilidad, coordinación, orientación, ritmo, etc. El ritmo de las sesiones de aeróbic varía en función de la edad del público que lo practica. Las canciones utilizadas marcan la intensidad en cada momento de la clase. El aeróbic también debe incluir ejercicios de calentamiento y estiramientos. Existen otras modalidades de este deporte, como la practicada en la piscina (puede denominarse aeróbic acuático), la que incorpora una plataforma de baja altura (step), o la que combina ejercicios aeróbicos con tonificación muscular.
En el año 1968, el doctor Kenneth H. Cooper introdujo un tipo de ejercicio físico para entrenar el corazón y los pulmones; puso la primera piedra sobre el concepto de aeróbic en los Estados Unidos. Su libro Aerobics (Aeróbicos) condujo al entrenamiento gimnástico de los ejercicios aeróbicos. Las primeras prácticas de aeróbic están relacionadas con el ámbito militar, puesto que el doctor Kenneth H. Cooper era médico de la Fuerza Aérea de los Estados Unidos de América. Hasta principios de los años noventa el aeróbic no se convirtió en la popular actividad que es hoy en día.

## Beneficios para la salud física del ejercicio aeróbico
El ejercicio aeróbico reduce la grasa subcutánea localizada entre los músculos, aquella que se utiliza como combustible o fuente principal de energía.
- Adelgaza al reducir la grasa corporal, que se utiliza como principal fuente de energía.
- Mejora la función cardiovascular y la capacidad pulmonar.
- Influye positivamente en el estado de ánimo, mejorando la autoestima.
- Disminuye a medio plazo la presión sanguínea.
- Baja los niveles de colesterol total en la sangre, así como los de colesterol LDL o colesterol malo y de los triglicéridos, y aumenta el colesterol HDL, o colesterol bueno, reduciendo el riesgo de infarto.
- Reduce los niveles de glucemia en los diabéticos.
- Mejora la capacidad pulmonar, la circulación en general y el aprovechamiento del oxígeno.
- Reafirma los tejidos.
- Reduce la mortalidad cardiovascular.
- Aumenta la reabsorción de calcio por los huesos.
- Disminuye los niveles circulantes de adrenalina, la hormona del estrés y aumenta los niveles de endorfinas.